# 1485
Évszázadok: 14. század – 15. század – 16. század
Évtizedek: 1430-as évek – 1440-es évek – 1450-es évek – 1460-as évek – 1470-es évek – 1480-as évek – 1490-es évek – 1500-as évek – 1510-es évek – 1520-as évek – 1530-as évek
Évek: 1480 – 1481 – 1482 – 1483 –  1484 – 1485 – 1486 – 1487 – 1488 – 1489 – 1490

## Események

### Határozott dátumú események
- április 23. – Ludovico Sforza milánói herceg Maffeo di Nasót Magyarországra küldi, hogy a magyar király kezdeményezésére tárgyaljon unokahúga, Bianca Sforza és Corvin János házasságáról.
- május 22. – A Mátyás által ostromolt és kiéhezett Bécs megadja magát. (Mátyás azonban még várt egy hetet az ünnepélyes bevonulással, akkor jött el ugyanis úrnapja, a hagyományos bécsi körmenet ideje.)[1]
- június 1. – Öt hónapi ostrom után, fényes külsőségek közepette vonul be Mátyás és fia, Corvin János Bécs városába.[1]
- augusztus 22. – A bosworthi csata. (III. Richárd angol király és a trónkövetelő Tudor Henrik, Richmond grófja között. Richárd elesik a csatában és Henrik VII. Henrik néven trónra lép.)[2]
- október 17. – Rómában meghal Aragóniai János bíboros, Aragóniai Beatrix magyar királyné bátyja, az esztergomi érsekség kormányzója.[3]
- november 19. – Marco Barbarigo velencei dózse  megválasztása.[4] (1486-ig uralkodik.)

### Határozatlan dátumú események
- május – Podjebrád Viktorin troppaui herceg átadja hercegségét sógorának, Mátyás magyar királynak, akinek az első felesége Podjebrád Katalin volt, akitől cserébe magyarországi birtokokat kap. (Mátyás a hercegséget természetes fiának, Corvin Jánosnak adományozza.)
- október – a magyar sereg Szapolyai Imre irányításával megkezdi Bécsújhely ostromát.
- az év folyamán –
  - Szapolyai Imrét nádorrá választják.
  - Mátyás király Sziléziában a leobschützi, loslaui, tosti, beutheni, ratibori és koseli hercegségek birtokosa.
  - Mátyás Strasbourgban röpiratot nyomat III. Frigyes német-római császár ellen.[5]
  - Miután Beatrix magyar királyné meddősége nyilvánvalóvá vált Mátyás utódául törvénytelen fiát, Corvin Jánost jelöli ki.[6]
  - Báthory Miklós váci püspök Giovanni Dalmatával újjáépítteti Nógrád várát.
  - A firenzei Marco Attavante megfesti Mátyás miniatúra arcképét.
  - A Corvina Könyvtár őre a firenzei Bartholomaeus Fontius; a könyvtár kódexeiben megjelenik a „Matthias Augustus” sigla.
  - III. Iván moszkvai nagyfejedelem meghódítja a Tveri Fejedelemséget.[7]

## Az év témái

### 1485 az irodalomban
- Galeotto Marzio olasz humanista Itáliában megírja és Corvin János hercegnek ajánlja Mátyás királynak kiváló, bölcs, tréfás mondásairól és tetteiről szóló könyv című művét.[8]

## Születések
- december 16. – Aragóniai Katalin, később VIII. Henrik angol király első felesége
- Thomas Cromwell angol államférfi
- Hernán Cortés, Mexikó meghódítója

## Halálozások
- március 16. – Neville Anna angol királyné, III. Richárd angol király felesége (* 1456)
- augusztus 22. – III. Richárd angol király (* 1452)
- október 17. – Aragóniai János bíboros, az esztergomi érsekség kormányzója (* 1456)[3]